# Luehea candida
Luehea candida là một loài thực vật có hoa trong họ Cẩm quỳ. Loài này được (Moç. & Sessé ex DC.) Mart. mô tả khoa học đầu tiên năm 1826.